# والتر ترافيس
والتر ترافيس (بالإنجليزية: Walter Travis)‏ هو لاعب غولف أمريكي، ولد في 10 يناير 1862 في Maldon, Victoria ‏ في أستراليا، وتوفي في 31 يوليو 1927 في دنفر في الولايات المتحدة.

## وصلات خارجية
- والتر ترافيس على موقع الموسوعة البريطانية (الإنجليزية)